# Menton
Menton (Mentan em mentonasco, Mentone em italiano) é uma localidade francesa situada no departamento dos Alpes Marítimos, na região de Provença-Alpes-Costa Azul. Está situada quase na fronteira italiana, a meio caminho entre a cidade italiana de Ventimiglia e o Principado do Mónaco.  O gentilício de seus habitantes na língua mentonasca é: mentonasc ou mentounasc, no singular, e mentonaschi (pronunciação: [mentonaski]), no plural.
A localidade foi fundada pelos ligures, que também fundaram o Mónaco e outras povoações próximas, e após diversas vicissitudes históricas, em que foi mudando de vassalagem, converteu-se em cidade até 1200. De 1346 a 1848, a cidade de Menton pertenceu ao Principado do Mónaco, com a única interrupção da Revolução Francesa. Após um breve período em que pertenceu à Sardenha, em 1860 passou a integrar a França, como consequência de um referendo. Durante a Segunda Guerra Mundial foi ocupada por Itália (1940 a 1943).
O limão é um dos símbolos de Menton, já que se trata da única região de França em que, graças a um incomparável microclima, frutificam os limoeiros. Desde já há alguns anos, em fevereiro celebra-se a Festa do Limão. 
O geógrafo Elisée Reclus deu-lhe o epíteto de "A pérola de França". A vila está voltada para o mar Mediterrâneo e possui um belo campanário. Em Menton morreu o novelista Vicente Blasco Ibáñez e Jean Cocteau passou na localidade largas temporadas. Ali também morreu em 1895 o escultor italiano Ignaz Raffl, que esculpiu a imagem de Nossa Senhora de Lourdes (Lourdes-França). Nessa cidade também foi onde morreu o Pastor Batista Charles A. Spurgeon (o príncipe dos pregadores)

## Cultura e esporte

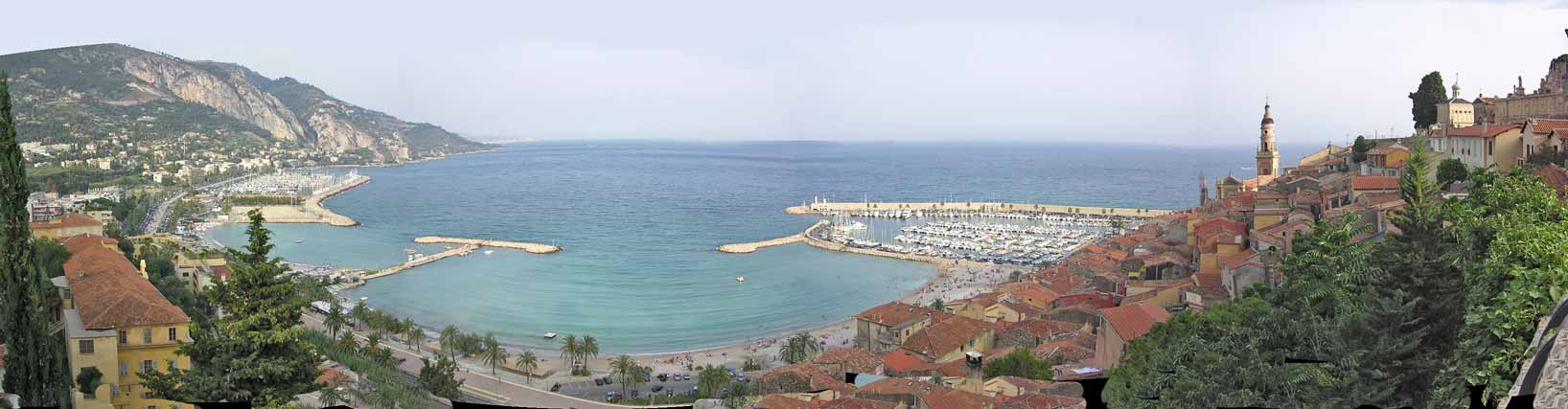
Vista panorâmica de Menton.

Menton é o centro cultural do chamado País Mentonasco. O esporte é representado, no futebol, pelo Rapid Omnisports de Menton, clube fundado em 1916 e que disputa atualmente campeonatos regionais. No rugby, a cidade tem como representante o Club Webb Ellis de Menton.

## Personalidades nascidas, radicadas ou morridas em Menton
- Jérôme Alonzo, futebolista;
- Olivier Echouafni, futebolista e treinador de futebol;
- Richard Anconina, ator;
- Charles Spurgeon (1834-1892), pastor, pregador batista reformado inglês;
- Émile Appay (1876–1935), pintor;
- Martine Baujoud (1949-1990), cantora;
- Ferdinand Bac (1859–1952), litógrafo, escritor e ilustrador;
- Aubrey Vincent Beardsley (1872–1898), ilustrador e escritor inglês;
- Lesley Blanch (1904-2007), escritora e aventureira inglesa;
- Vicente Blasco Ibáñez (1867–1928), escritor espanhol;
- René Clément (1913–1996), cineasta;
- Jean Cocteau (1889–1963), dramaturgo, cineasta e escritor;
- Joseph Joffo, escritor que viveu temporariamente em Menton durante a Segunda Guerra;
- William Webb Ellis, inventor do rugby, viveu o restante de sua vida em Menton;
- Sébastien Gattuso, atleta de bobsled;
- Hans-Georg Tersling (1857–1920), arquiteto dinamarquês;
- Ivan Grigorovich (1853–1930), almirante da Marinha Russa, exilou-se em Menton durante a Revolução que ocorria em seu país;
- Graham Sutherland (1903-1980), pintor inglês;
- William Butler Yeats (1865-1939), poeta irlandês;

## Cidades gémeas
- Montreux, Suíça
- Baden-Baden, Baden-Württemberg, Alemanha
- Sochi, Rússia

## Galeria de imagens

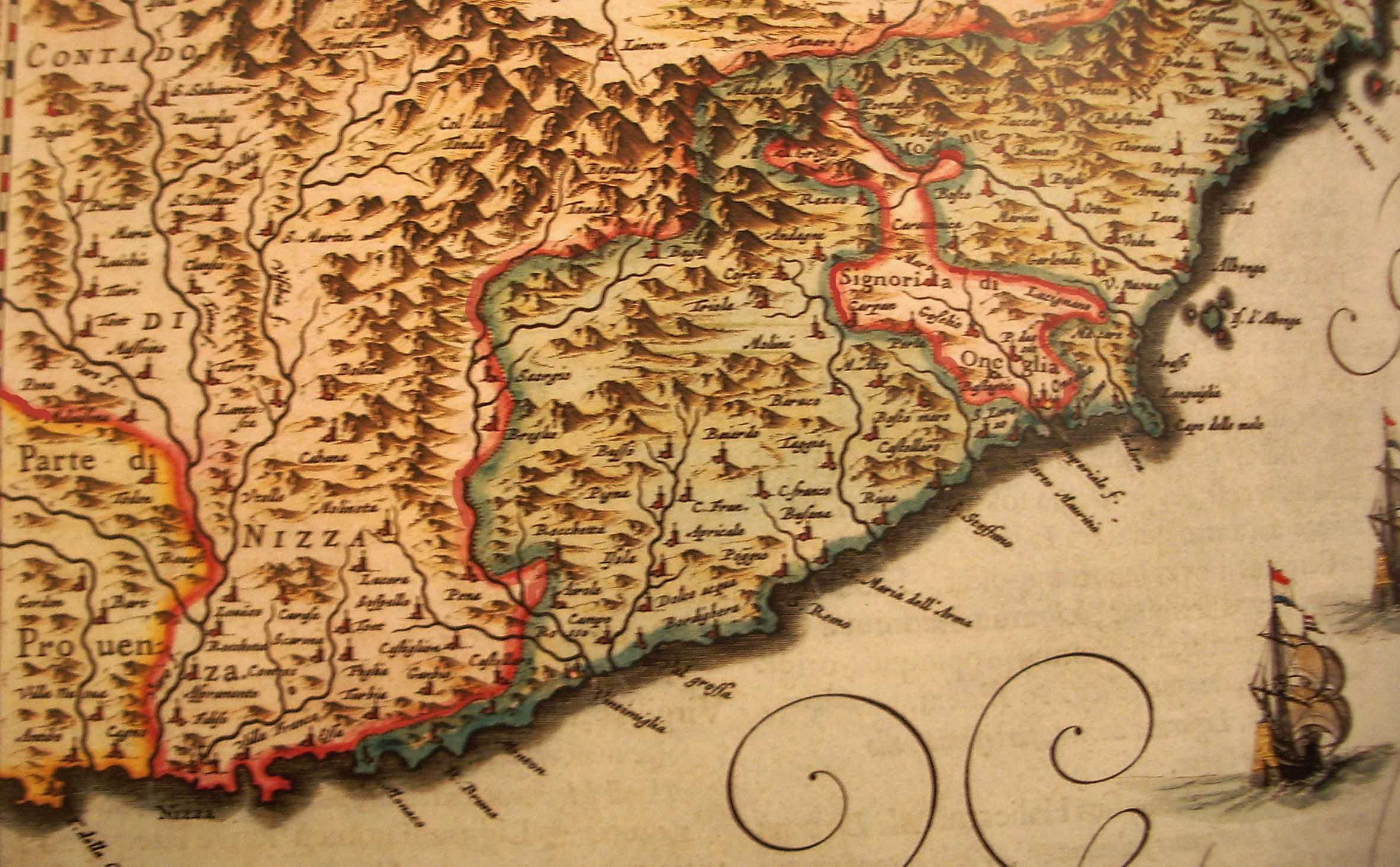
Menton, ainda como parte do principado de Mônaco, em mapa da antiga República de Gênova, em 1664.
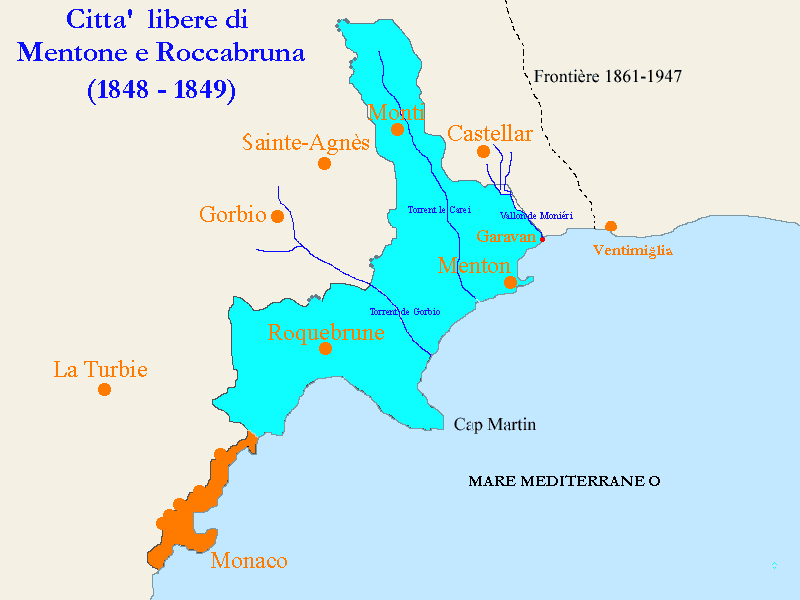
Mapa do território e das cidades livres de Menton e Roquebrune em 1848.
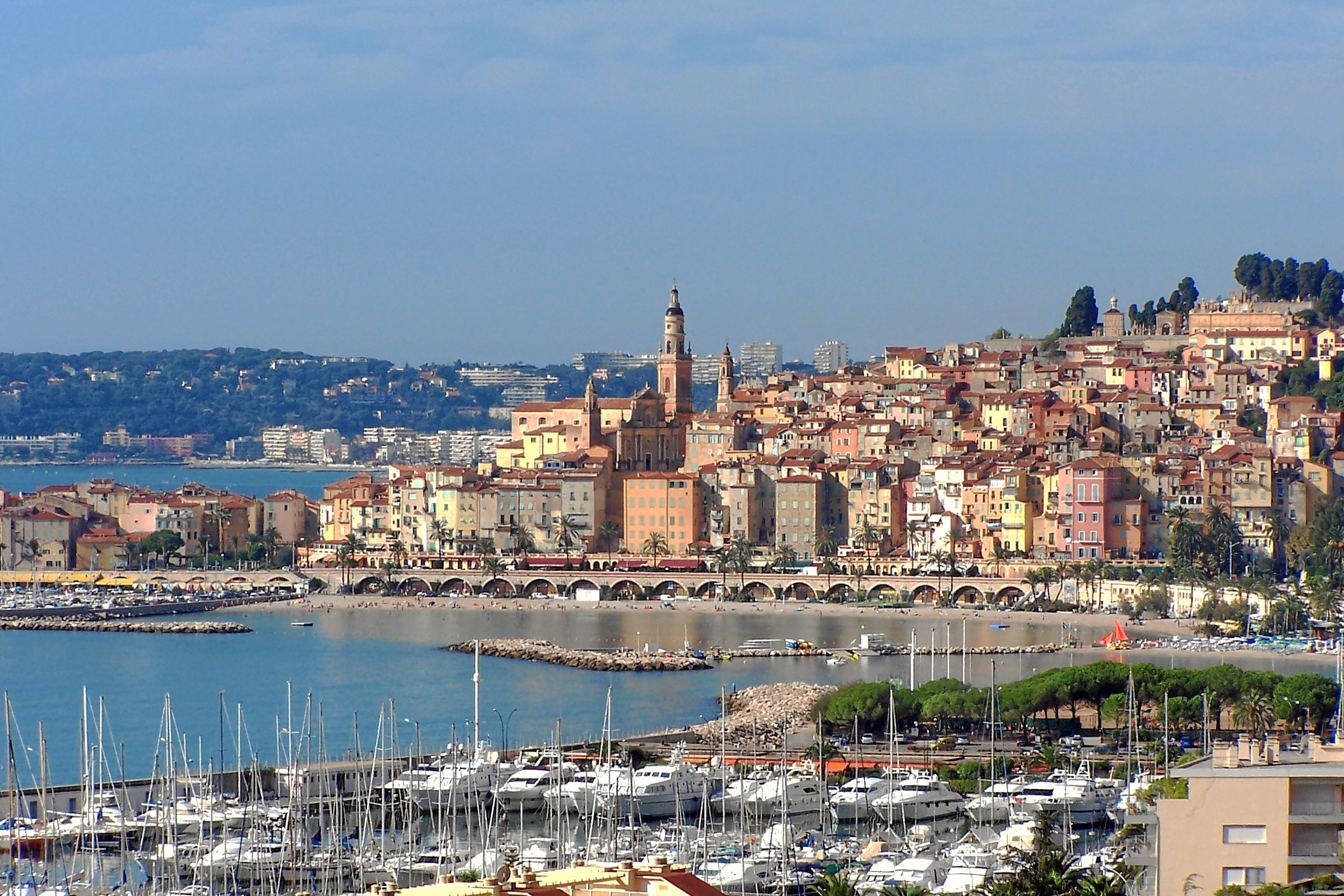
Vista aérea de Menton, com o porto em primeiro plano.
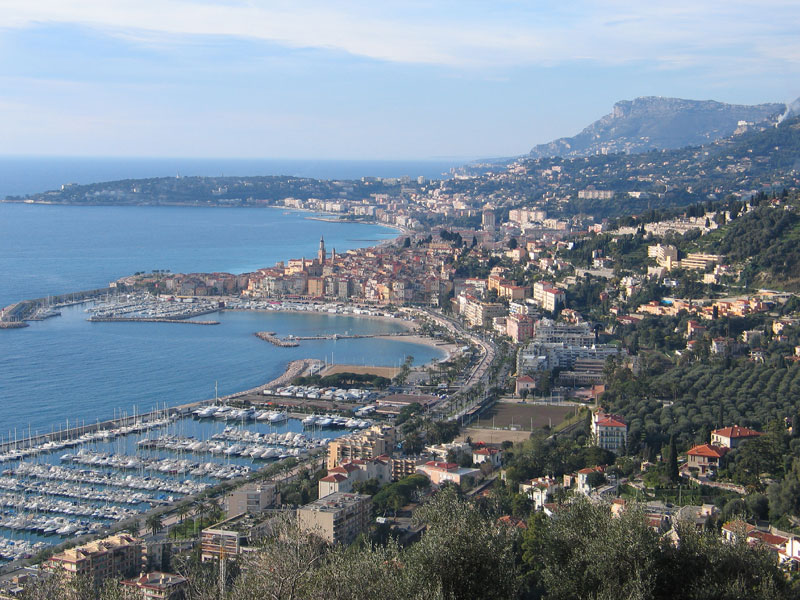
Porto de Menton.
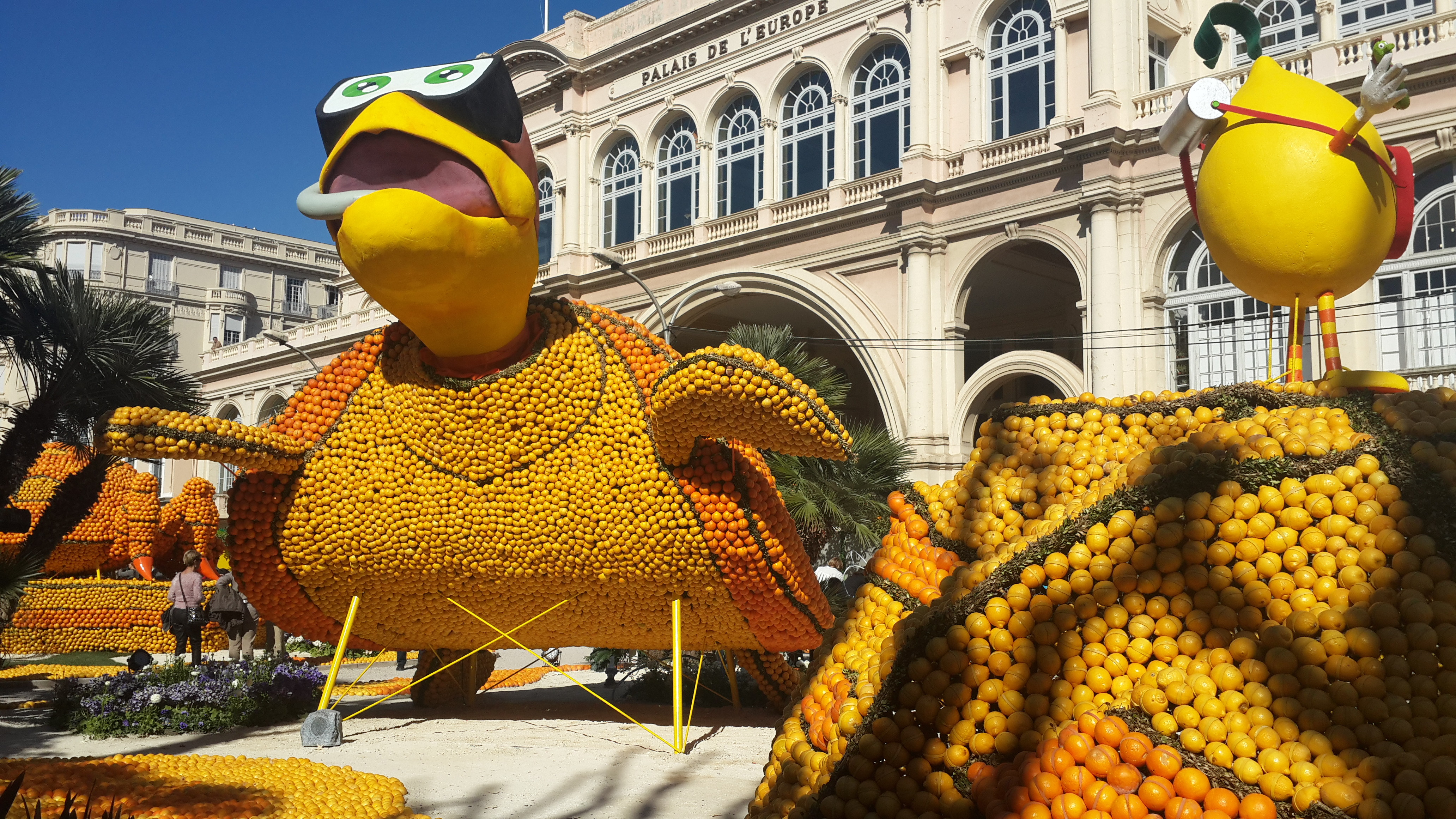
O Festival do Limão, uma das principais atrações culturais de Menton.
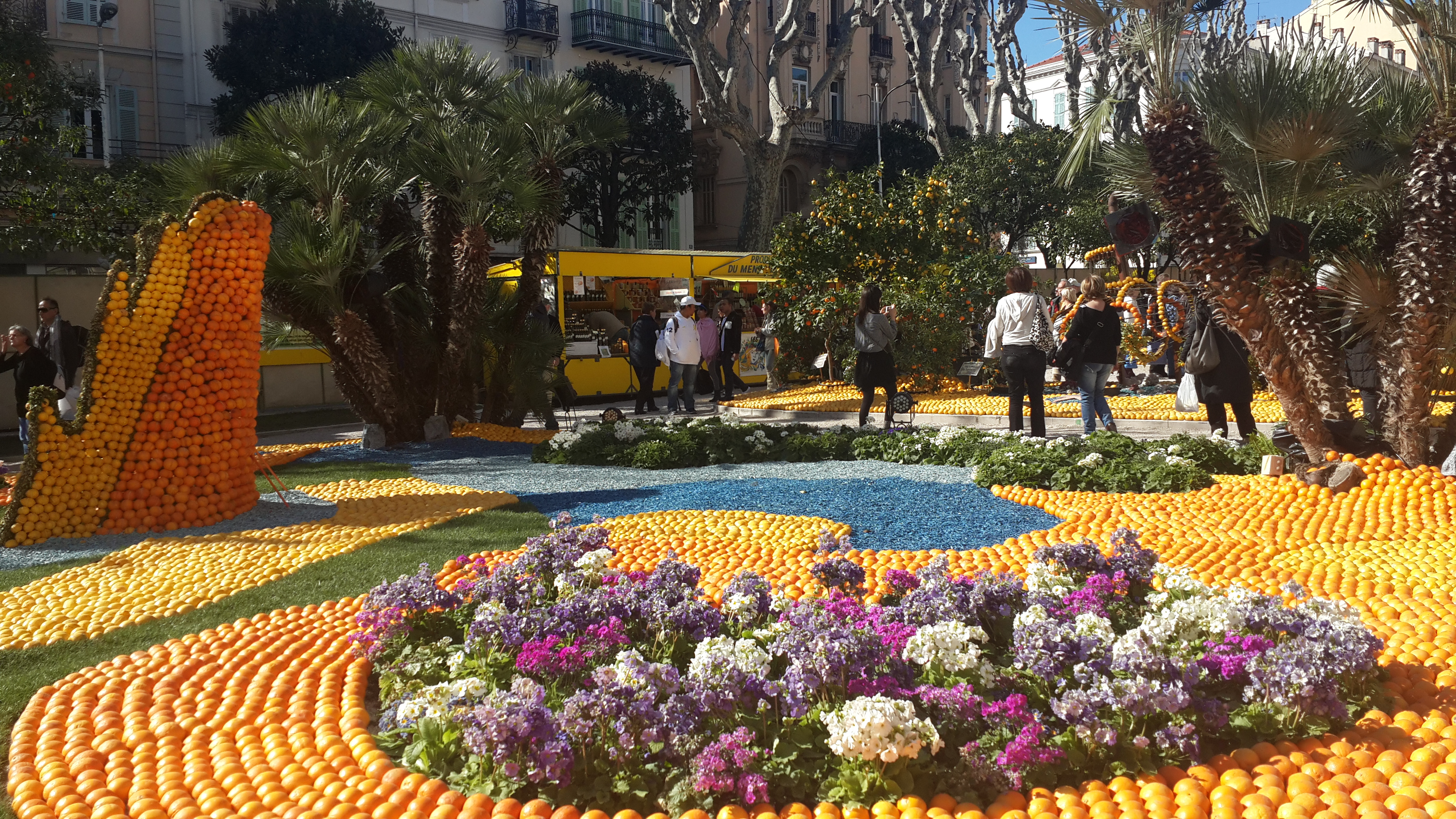
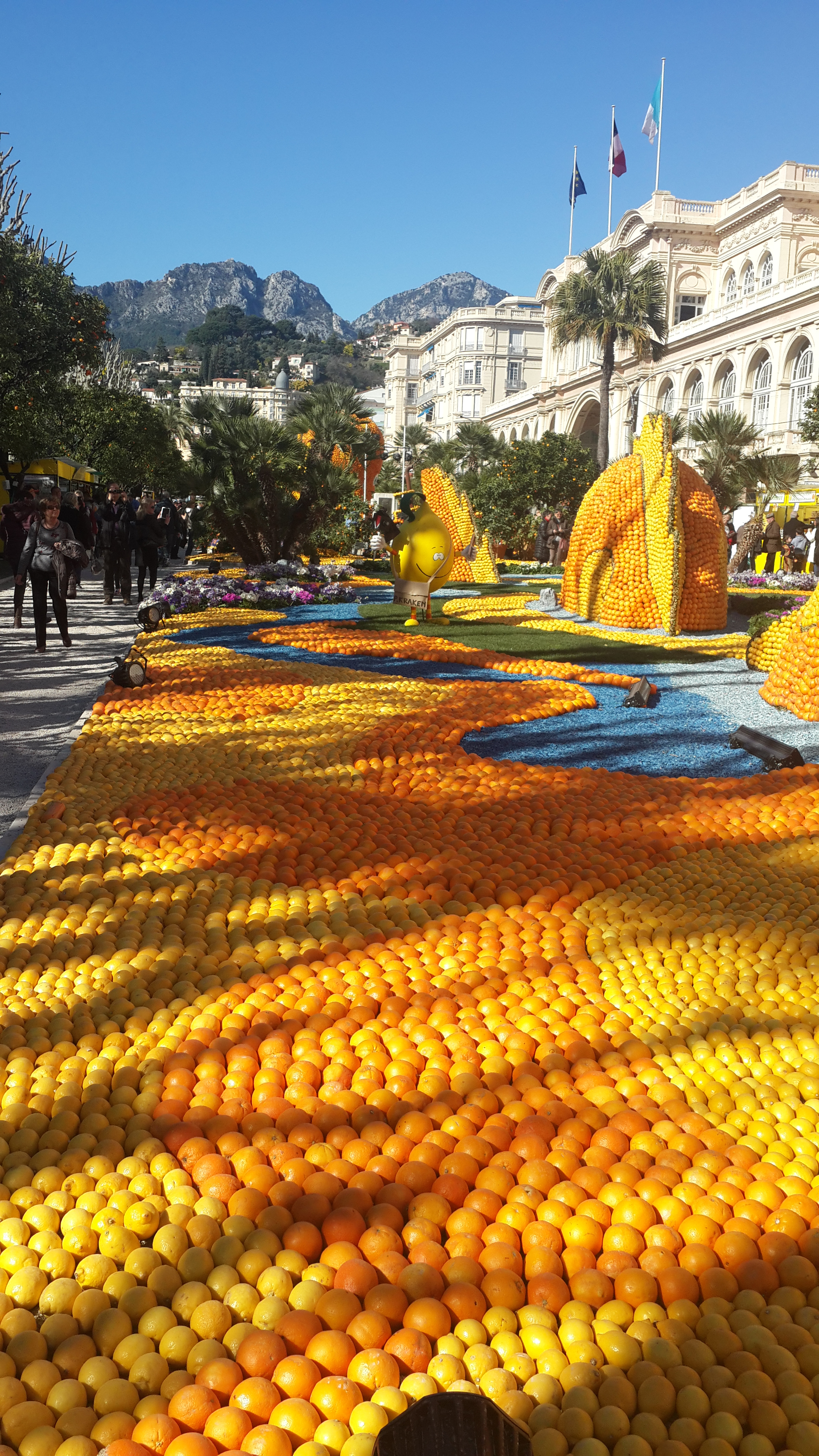
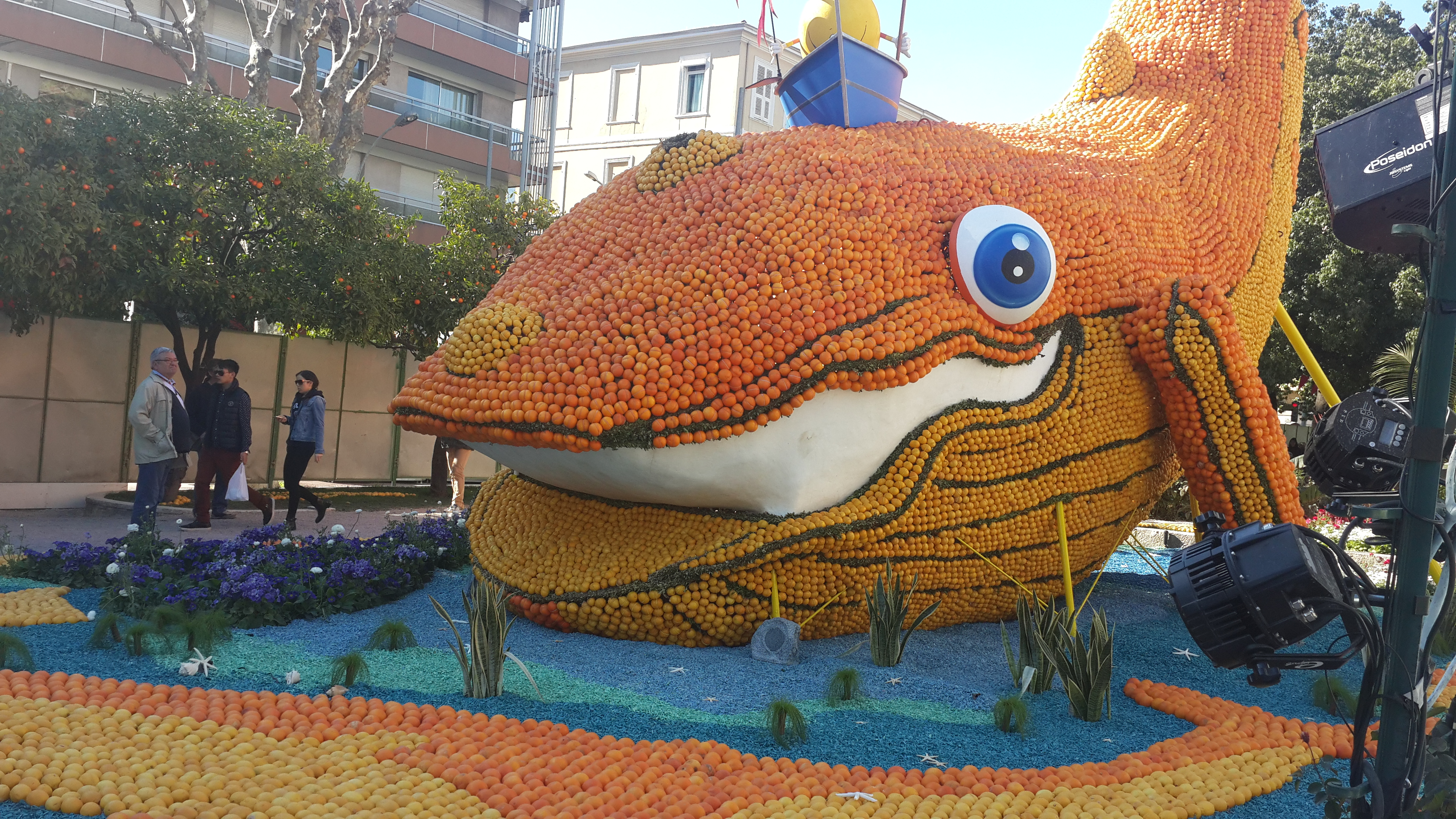
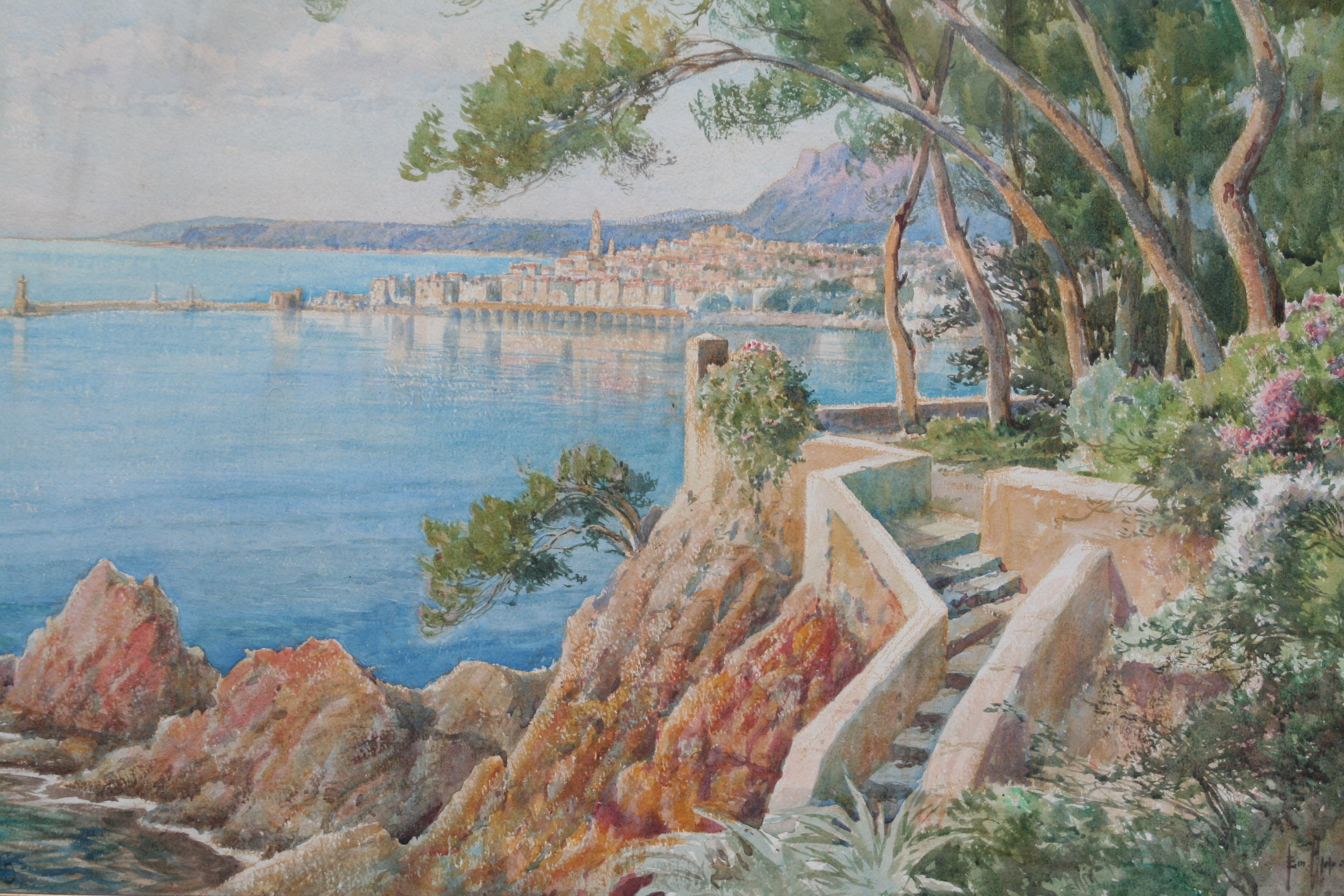
Menton, de Émile Appay.
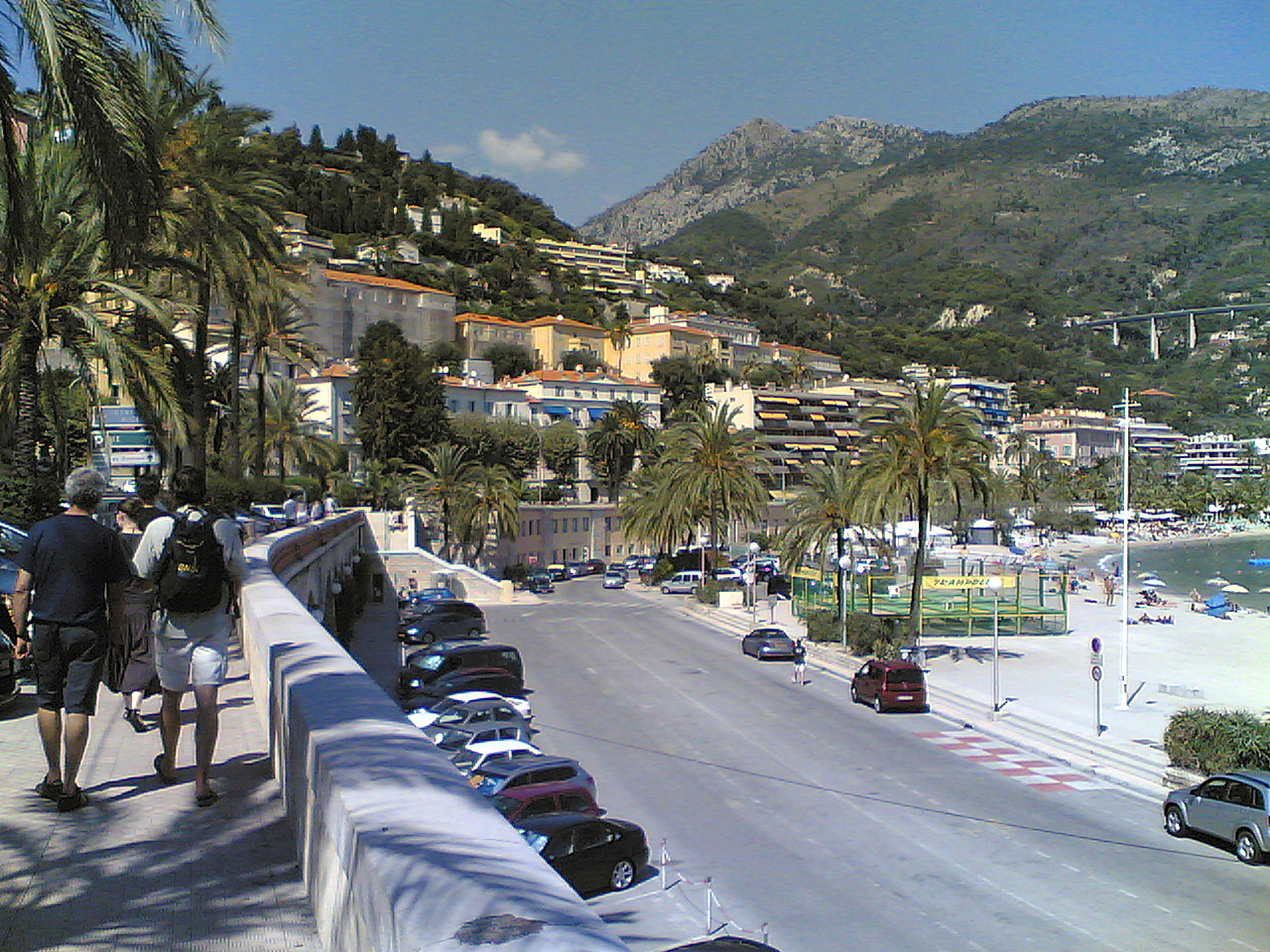